# Ricky Modeste
Ricky Modeste (Londra, 20 febbraio 1988) è un calciatore inglese naturalizzato grenadino, attaccante del Saffron Walden Town.